# 鮑氏花鱂
鮑氏花鱂，為輻鰭魚綱鯉齒目鯉齒亞目花鳉科的其中一種，分布於中美洲千里達及托巴哥的淡水流域，體長可達2.3公分，屬雜食性，生活習性不明。

## 擴展閱讀
維基物種上的相關：鮑氏花鱂